# Acacia striatifolia
Acacia striatifolia är en ärtväxtart som beskrevs av Leslie Pedley. Acacia striatifolia ingår i släktet akacior, och familjen ärtväxter. Inga underarter finns listade i Catalogue of Life.